# Pont du Rondeau
Le pont du Rondeau est un pont routier en béton précontraint qui franchit le Drac, affluent de l'Isère afin de relier la commune de Seyssins à celle de Grenoble.

## Situation et description
Il s'agit d'un ouvrage en béton précontraint présentant deux piles et des culées en béton armé situé entre les communes de Grenoble et de Seyssins. Il est intégré à un échangeur routier qui permet de relier l'A480 et la rocade sud de Grenoble.

## Historique
Ce pont porte le nom d'un quartier de Grenoble, situé le long du Drac qu'il traverse. En 2008, ce pont est associé à une passerelle piétons-cycles franchissant cette même rivière, entre Seyssins et Grenoble, située à une cinquantaine de mètres en aval de la rivière. Ce secteur bénéficie depuis 2019 de travaux de restructuration importants.